# Kamsprötat lundfly
Kamsprötat lundfly (Pachetra sagittigera) är en fjärilsart som beskrevs av Hüfnagel 1766. Kamsprötat lundfly ingår i släktet Pachetra och familjen nattflyn. Arten är reproducerande i Sverige. Inga underarter finns listade i Catalogue of Life.

## Bildgalleri

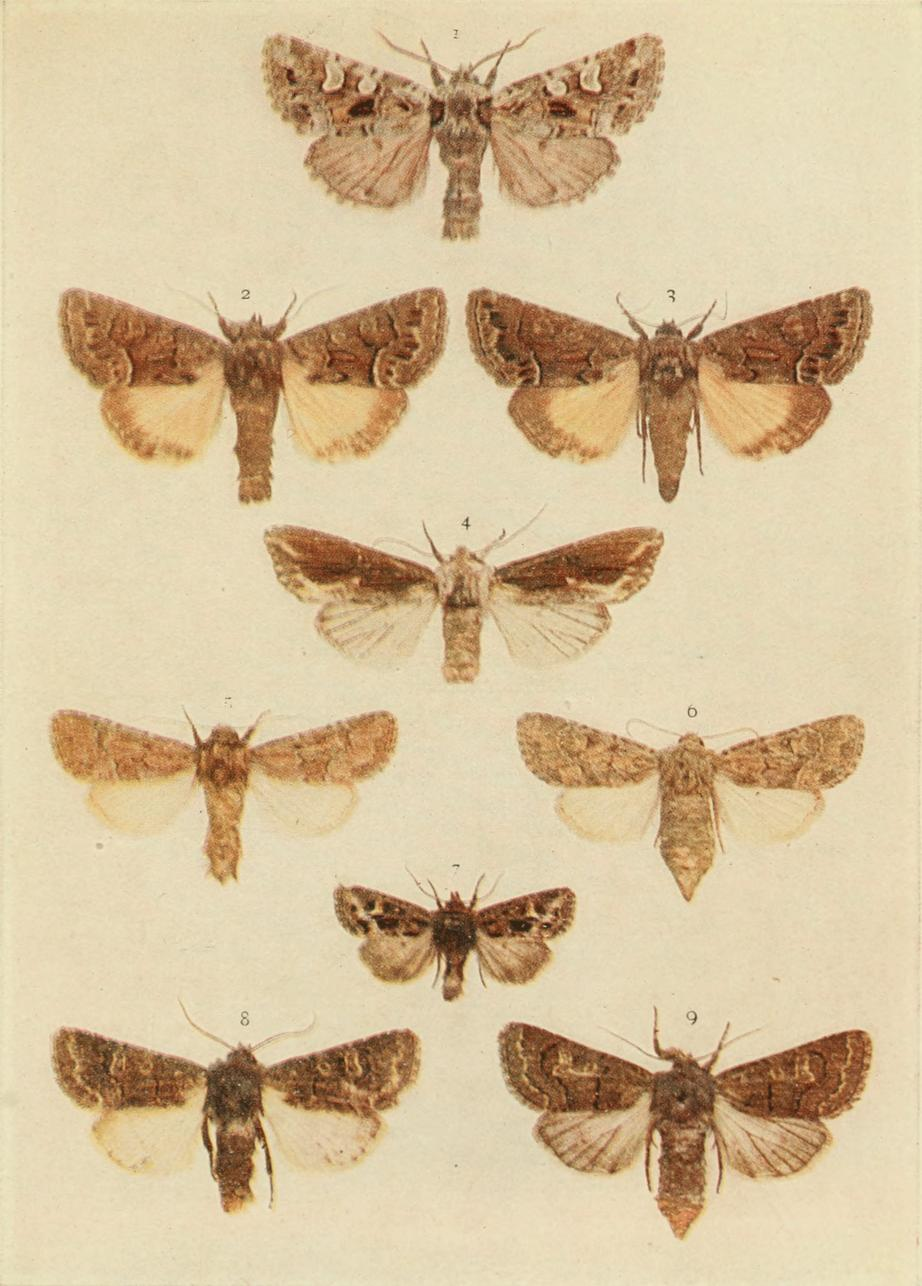
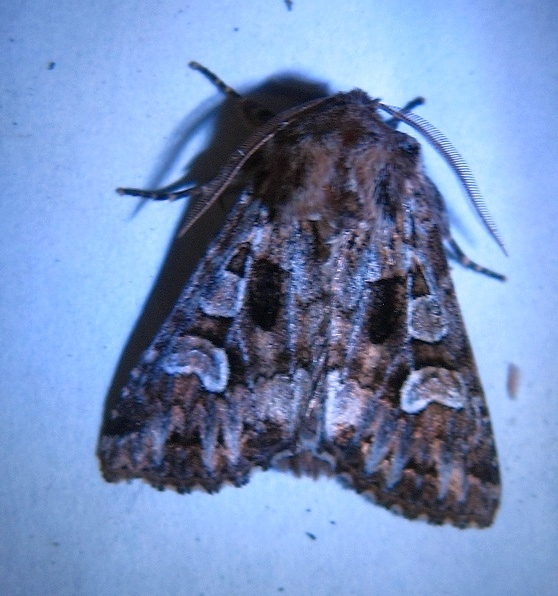
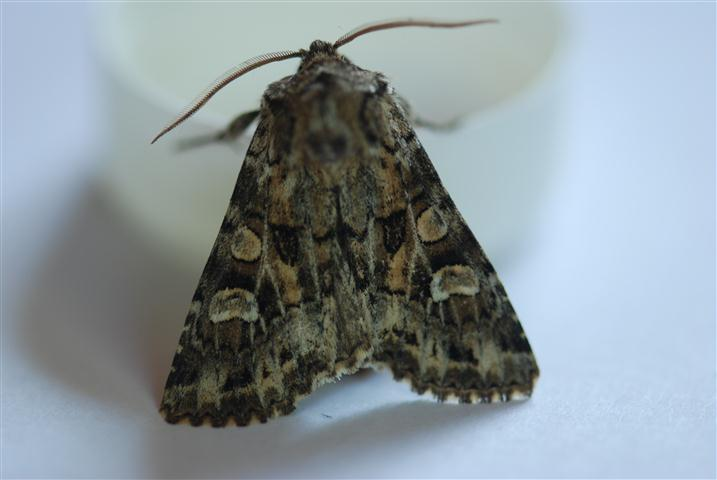